# Halowe Mistrzostwa Europy w Lekkoatletyce 1974 – bieg na 1500 m kobiet
Bieg na 1500 metrów kobiet – jedna z konkurencji biegowych rozgrywanych podczas halowych lekkoatletycznych mistrzostw Europy w hali Scandinavium w Göteborgu. Rozegrano od razu bieg finałowy 10 marca 1974. Zwyciężyła reprezentantka Bułgarii Tonka Petrowa, która ustanowiła nieoficjalny halowy rekord świata rezultatem 4:10,97. Tytułu zdobytego na poprzednich mistrzostwach nie broniła Ellen Tittel z Republiki Federalnej Niemiec. 

## Rezultaty

### Finał
Rozegrano od razu bieg finałowy, w którym wzięło udział 11 biegaczek.

Opracowano na podstawie materiału źródłowego.
| Miejsce | Zawodniczka       | Czas    | Uwagi |
| ------- | ----------------- | ------- | ----- |
| 1       | Tonka Petrowa     | 4:10,97 | WR    |
| 2       | Karin Krebs       | 4:11,33 | NR    |
| 3       | Tamara Kazaczkowa | 4:14,45 |       |
| 4       | Ileana Silai      | 4:17,12 |       |
| 5       | Mary Stewart      | 4:19,00 |       |
| 6       | Ludmiła Bragina   | 4:20,80 |       |
| 7       | Urszula Prasek    | 4:21,26 |       |
| 8       | Božena Sudická    | 4:21,45 |       |
| 9       | Doris Gluth       | 4:23,06 |       |
| 10      | Wenche Sørum      | 4:23,19 |       |
| 11      | Nadežda Varcabová | 4:25,19 |       |